# McDonnell Douglas F-15 Eagle
 McDonnell Douglas F-15 Eagle je americký dvoumotorový taktický stíhací letoun pro každé počasí navržený společností McDonnell Douglas (nyní Boeing). Po přezkoumání návrhů vybralo americké letectvo v roce 1967 návrh firmy McDonnell Douglas, aby vyhovělo potřebě specializovaného stíhače určeného k vybojování a udržení vzdušné nadvlády. Eagle poprvé vzlétl v červenci 1972 a do služby vstoupil v roce 1976. Patří mezi nejúspěšnější moderní bojové letouny s více než 100 vítězstvími v leteckých soubojích bez vlastních ztrát (většinou v rámci izraelského letectva).
Eagle provozuje mimo USA, Izrael, Japonsko, Jižní Korea, Katar a Saúdské Arábie. Je určen jako letoun čistě pro vybojování vzdušné převahy, ale jeho konstrukce umožňuje i schopnost pozemního útoku. Ta se však nevyužívá. Později na jeho základě vznikla verze útočného bombardovacího letounu pro každé počasí, McDonnell Douglas F-15E Strike Eagle, která vstoupila do služby v roce 1989 a byla vyvezena do několika zemí. V roce 2017 se letoun stále vyráběl v různých variantách. Od roku 2018 se připravuje zcela nová varianta letounu F-15EX, která má z části nahradit a z části doplnit původní letadla F-15C Eagle.

## Vývoj

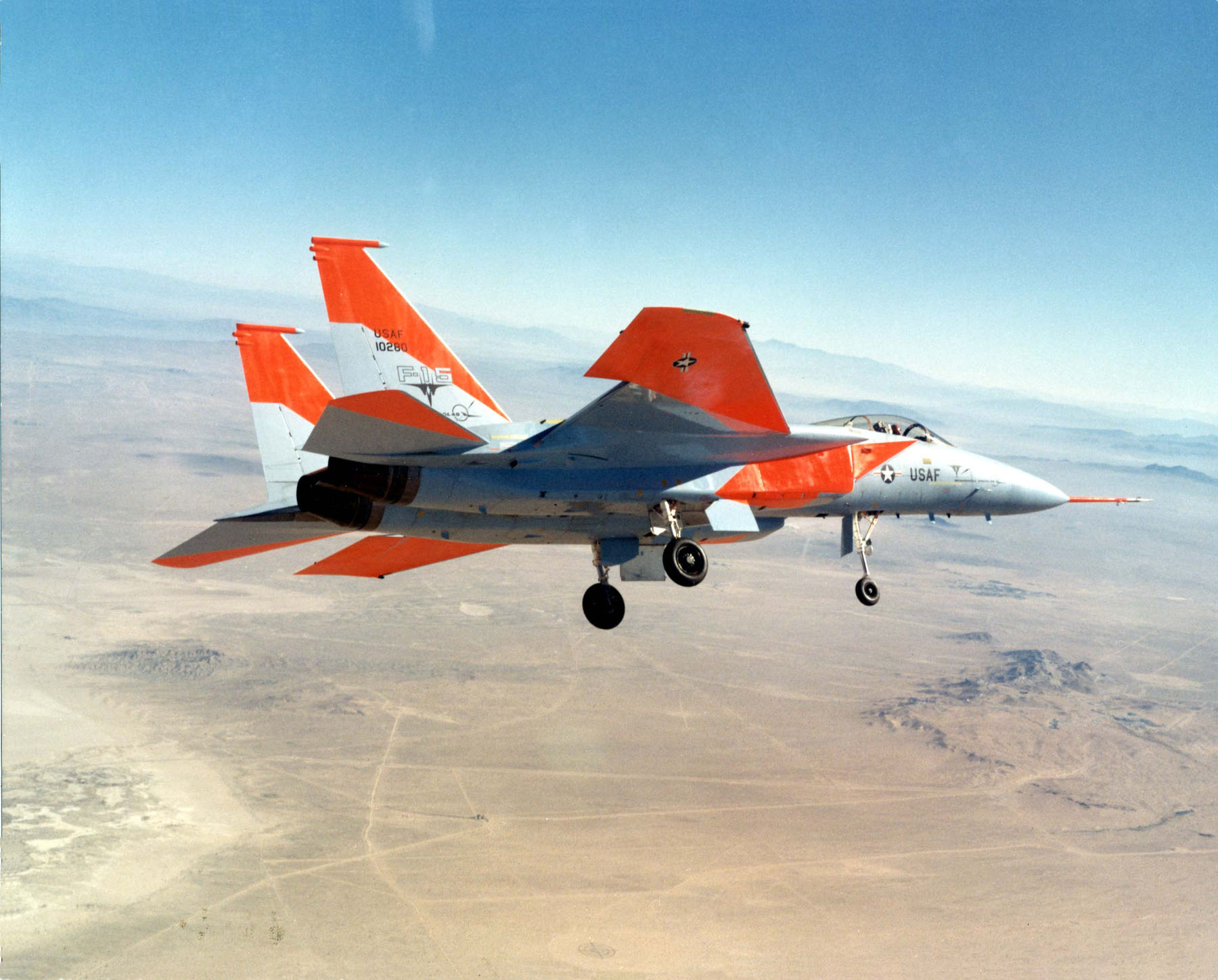
První prototyp F-15A (S/N 71-0280) během prvního letu

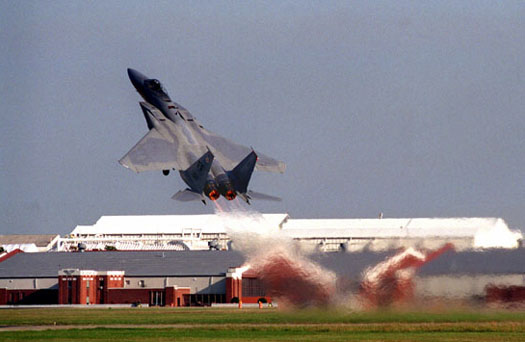
F-15C při vzletu na maximální výkon

Práce na nástupci F-4 Phantom II, pracovně pojmenovaném FX (fighter experimental), začaly už v roce 1960. USAF tehdy vydalo směrnici, podle které mohly firmy přicházet se svými návrhy. V roce 1965 si USAF vyžádalo stavbu modelů v plné velikosti. O dva měsíce později USAF vydalo požadavky na taktický podpůrný letoun (TSA-Tactical Support Aircraft). Od roku 1966 až do podzimu 1967 byly práce na FX minimální. V roce 1967 vydalo USAF pod vlivem dojmu z nového MiG-25 nové požadavky, změnu ze TSA na pouhý stíhač. USAF vyžadovalo rychlost Mach 1,5 až 3,0. General Dynamics nabídlo stroj s měnitelnou geometrií křídla i s křídlem pevným, McDonnell Douglas doporučil pevné křídlo, dva motory a jednoho pilota. Vzápětí byly uvolněny finance na vývoj. Soutěže se chtělo účastnit mnoho firem, ale o tři měsíce později byly ve hře už jenom McDonnell Douglas, Fairchild a North American. FX byl přejmenován na F-15. US Navy prosazovalo, aby byla místo F-15 přijata upravená verze F-14, ale nestalo se tak. Roku 1969 byl vybrán McDonnell Douglas.
F-15 Eagle byl navržen jako letadlo pro vybojování vzdušné nadvlády nad jakýmkoliv soudobým stíhacím letadlem nepřítele (Sovětského svazu). Ve všech výškách, v boji na dlouhou vzdálenost (BVR) i v manévrovém vzdušném boji neměl mít konkurenci. 
V návrhu se počítalo s vysokou obratností, se schopností nést nejmodernější avioniku a velké množství paliva. Letadlo mělo mít poměr výkonu ke hmotnosti větší než 1. Měl to být dobře ovladatelný stroj s bezvadným výhledem z kabiny. Pozemní obsluha měla mít s Eaglem o polovinu méně práce s údržbou než u jeho předchůdce F-4 Phantom.
V červnu 1972 se konal slavnostní roll-out první F-15. Poté byl prototyp převezen na základnu Edwards AFB, kde byl připravován na první let. 27. července 1972 se první F-15 vznesl k nebi. Bylo také uvažováno i o námořní verzi F-15; proto byl zesílen trup, aby tato mohla nést střely AIM-54 Phoenix. Nicméně námořní varianta byla odmítnuta z finančních a hmotnostních důvodů.
Odlehčená verze F-15A Eagle ustanovila mnoho výškových a stoupavých světových rekordů své doby. Byla ve stoupavosti rychlejší než raketa Saturn V, která vynesla americké astronauty na Měsíc.
F-15 se ukázal být jako příliš drahý i pro americké letectvo, takže byl doplněn levnějším, ale zato mnohoúčelovým letadlem F-16 Fighting Falcon. V boji byl F-15 Eagle velmi úspěšný, jde o nejúspěšnější stíhací letadlo posledních let se 104 sestřelenými letadly nepřítele bez vlastních ztrát.

## Konstrukce

### Drak
F-15 je dvoumotorový hornoplošník s dvojitými svislými ocasními plochami. Drak letadla je mimo jiné tvořen 25,8 % titanu, 37,3 % hliníku, 5,5 % oceli a většího procenta kompozitních materiálů. Křídla o úhlu šípu 45 stupňů jsou tvaru delta, náběžná hrana je pevná a kónicky prohnutá. Vzepětí křídla je -1, štíhlost 3. Na jejich odtokové hraně jsou umístěna křidélka a jednoduché klapky. Konce křídel jsou "seřízlé". Plovoucí vodorovné ocasní plochy mají na náběžné hraně tzv. psí zub, který slouží k odstranění třepetání v určitých rychlostech a výškách. Pilotní překryt je vypouklý a umožňuje výborný rozhled z kabiny.

### Systém řízení
Letadlo má hlavní a záložní systém řízení. Vedlejší (klasické) hydromechanické řízení, a k němu hlavní systém řízení - CAS (Control Augmentation System). CAS je systém který uměle zvyšuje stabilitu, tedy pomáhá pilotovi při ovládání letadla. Pokud by bylo toto hlavní řízení z různých důvodů poškozeno, může pilot dále pilotovat jenom pomocí hydromechanického řízení, ale letová obálka letadla se sníží, mělo by ale i tak být umožněno pilotovi provádět manévry do 5g.

### Kokpit

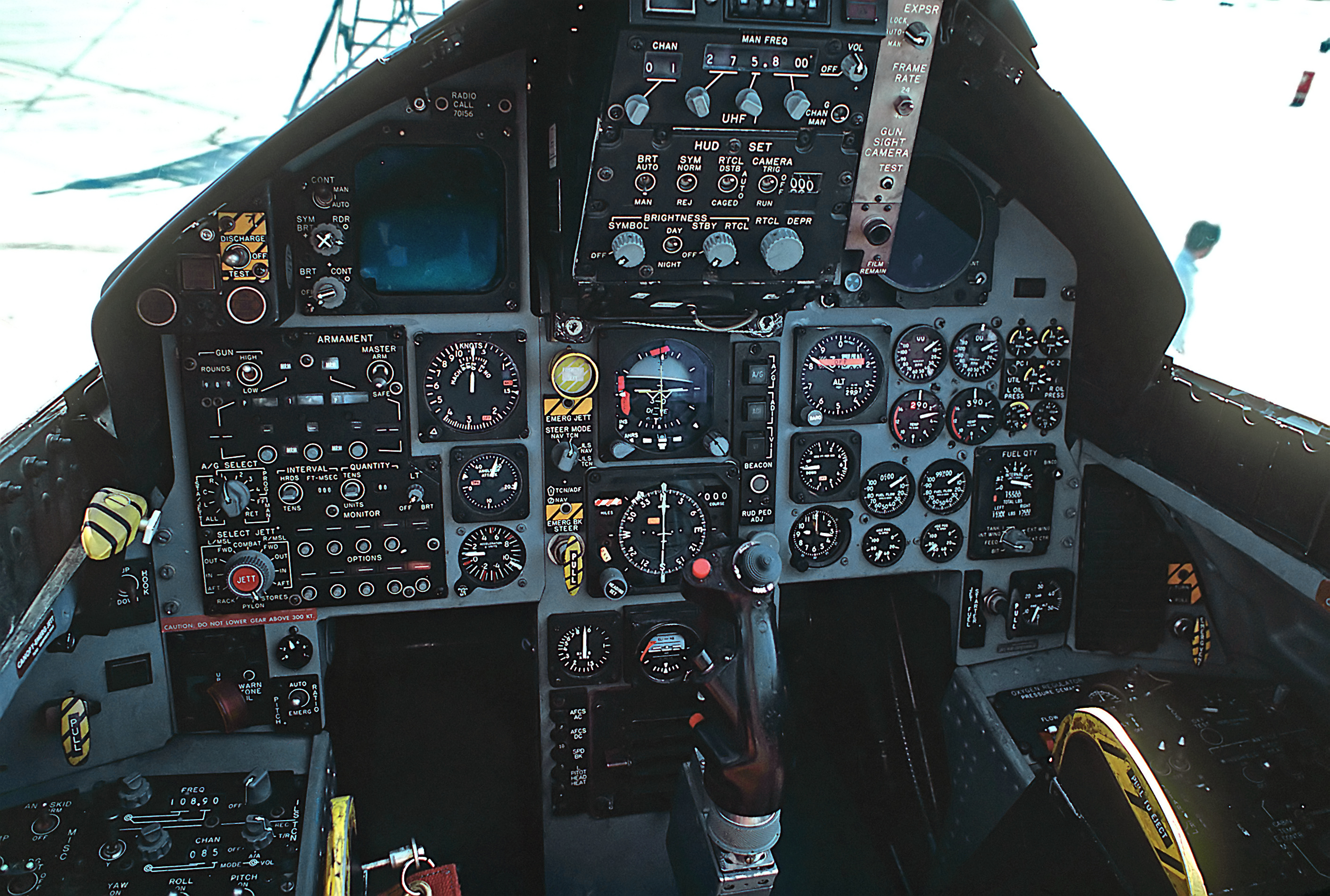
Kokpit F-15A

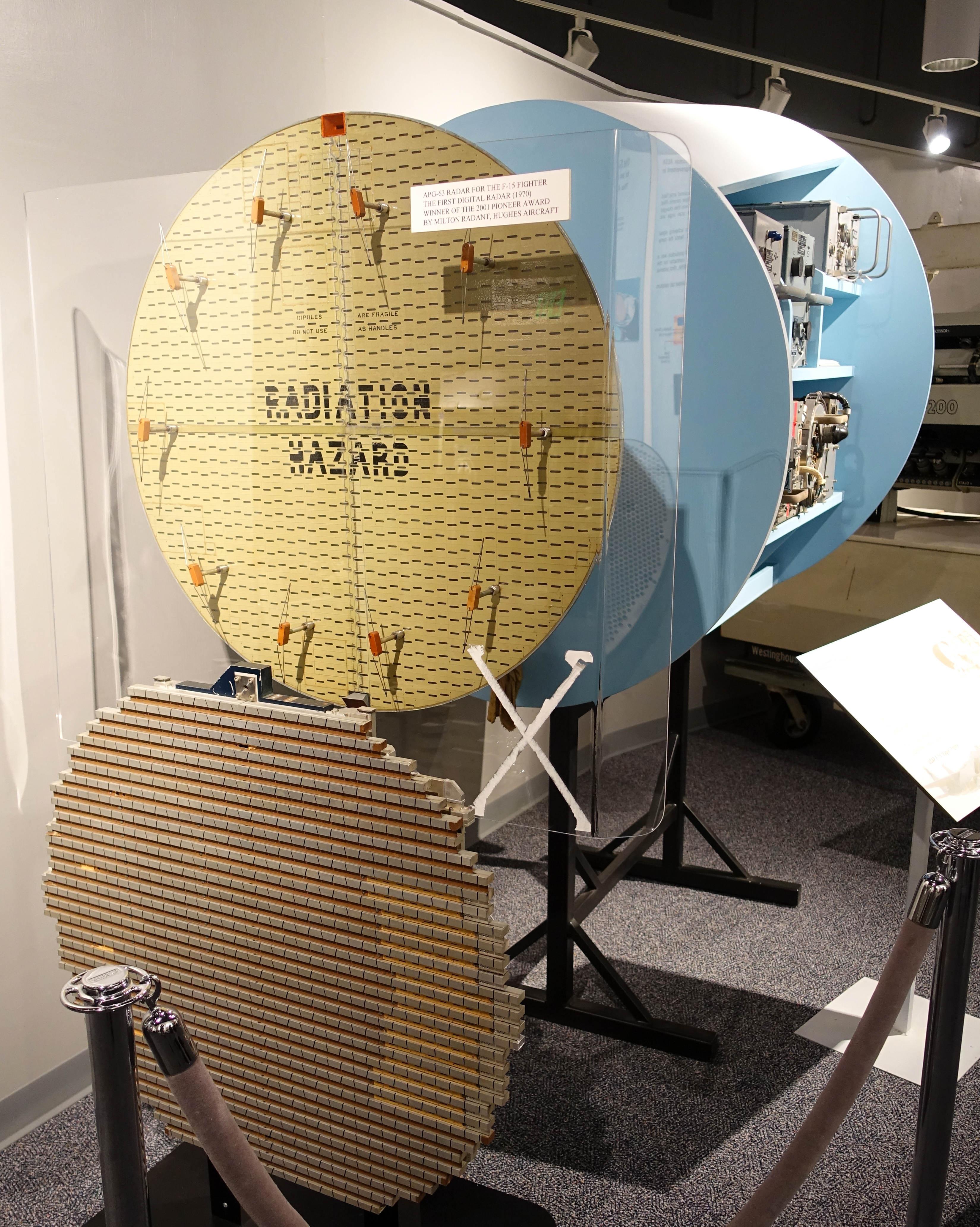
Radar AN/APG-63

Pilotní prostor je řešen tak, aby co nejméně zatěžoval pilota a aby poskytoval velice dobrý výhled pilotovi kolem letadla.
Kokpit je vybaven průhledovým displejem (HUD), který se nachází ve výšce očí pilota a zobrazuje mu nejdůležitější informace. Může zobrazovat navigační, přistávací a bojové údaje Viditelnost na displeji je dobrá za jakýchkoliv světelných podmínek, což umožňuje pilotovi pracovat aniž by se musel podívat dolů na ostatní přístroje.
Nejdůležitější ovládací prvky jsou umístěny na plynové a řídicí páce, přesně podle konceptu HOTAS (Hands-On-Throttle-And-Stick). Pilot tak může přepínat mezi zbraňovými systémy a průběžně volit nejvhodnější režim radaru aniž by musel dát ruce pryč z plynové nebo řídicí páky.
Kokpit má minimálně dva displeje HDD (head down displey) které dobře informují pilota o hrozbách a systémech letadla.

### Avionika
Letadla Eagle jsou vybavena pulsním dopplerovským radarem Raytheon AN/APG-63 či Raytheon AN/APG-70. Do prvních letounů F-15A/B byl instalován tehdy nejvýkonnější radar na světě AN/ APG-63, který měl dosah až 160 km a dokázal zachytit i vysokorychlostní cíle v nízké výšce proti pozadí země. V roce 1979 došlo k celkovému vylepšení radaru přidáním programovatelného signálního procesoru (zkr. PSP), který začal používat F-15C/D. V devadesátých letech došlo k modernizaci tohoto radaru na verzi AN/APG-63(V)1 který dokáže najednou sledovat 14 cílů a na 6 z nich současně útočit. Další modernizací tohoto radaru na verzi AN/APG-63(V)2 bylo přidání aktivního elektronického snímání (Active electronically scanned array),tzv. AESA. Zatím poslední modernizace se jmenuje AN/APG-63(V)3, který používá technologie AESA skenování z radaru AN/APG-79. Později vyrobené verze (osmdesátá léta) F-15C/D dostaly radary APG-70, které byly zcela nahrazeny radary AN/APG-63(V)1.
Letadlo je dále vybaveno inerciálním navigačním systémem, komunikačními systémy v pásmu UHF, taktickým navigačním systémem (TACAN), přistávacím systémem ILS (Instrumental Landing System). Souprava ECM zahrnuje radarový výstražný systém, systém automatického odpalování klamných cílů, elektronické rušiče a systém pro identifikaci přítel-nepřítel IFF (Identification Friend or Foe).

### Odolnost

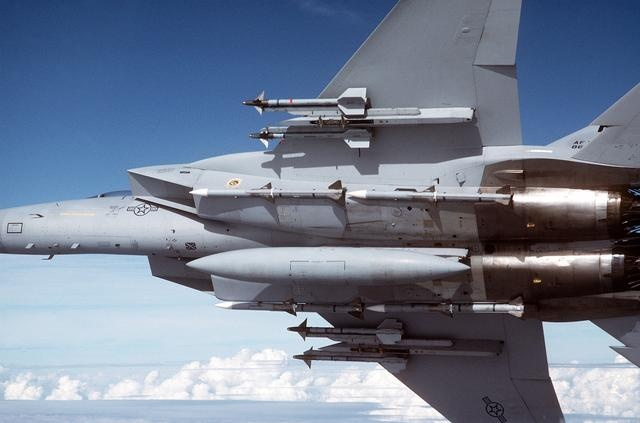
Spodek F-15 s vnějšími závěsníky

Hlavní systémové součásti jako jsou například palivové, hydraulické vedení, včetně řízení mají nejméně dva okruhy, po vyřazení jednoho může další nahradit činnost toho poškozeného. Motorový prostor má vlastní hasicí systém. Pevná konstrukce a nízké plošné zatížení, dovoluje letadlu i po těžkém poškození dolétnout zpět na své letiště. Po kolizi a ztrátě celého jednoho křídla se dokázal izraelský F-15 vrátit na letiště a pilot přežil

### Motor
Díky výkonným motorům se F-15 Eagle stal prvním letadlem amerického letectva, jehož poměr tahu k hmotnosti byl větší než 1. Motory F100-100 a F100-220 v kombinaci s malým plošným zatížením poskytují stíhačce dobrou akceleraci a manévrovací schopnosti. Od motorů se vyžadovaly vysoké výkony, a proto musely být při jejich konstrukci použity nové materiály. Použití nových technologií, ale i využití plného potenciálu nových motorů piloty způsobovalo zpočátku jejich přetížení a nadměrné opotřebení. Častokrát se stávalo, že přetížený motor v lepším případě zhasl a v horším explodoval. Těmto výpadkem konstruktéři zamezili instalací senzorů snímajících tok vzduchu v motoru, teplotu, či tlak ve spalovací komoře. V současnosti jsou F100-PW-220 považovány za vůbec jedny z nejspolehlivějších proudových motorů.

### Výzbroj

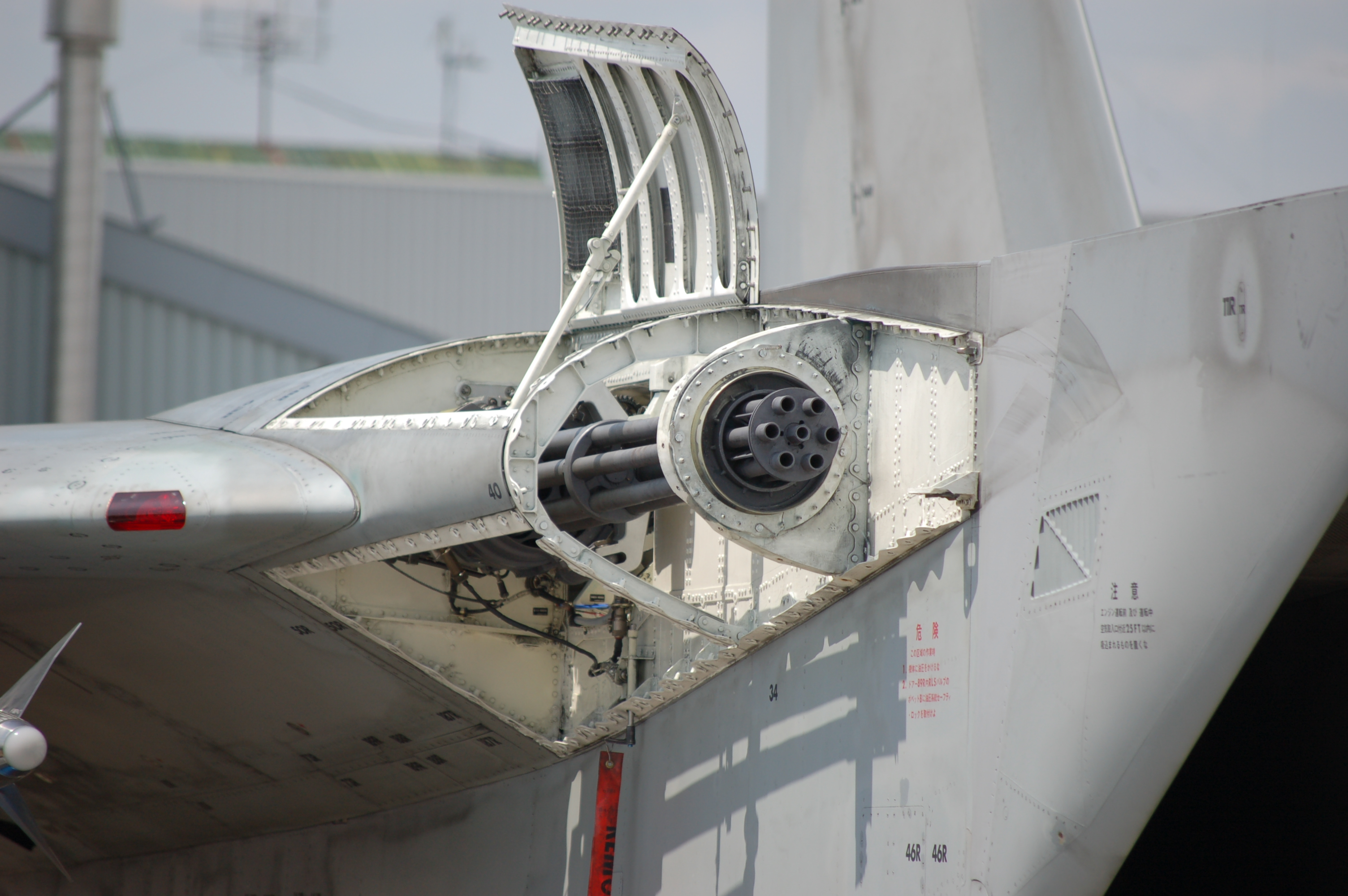
M61 Vulcan namontovaný na straně vstupního ústrojí

F-15 může být vybavena kombinací protiletadlových raket – střelami krátkého doletu AIM-9 Sidewinder nebo střelami středního doletu AIM-7 Sparrow a novějšími AIM-120 AMRAAM. Eagle má palubní rotační kanón M-61A1 Vulcan o kadenci 6000 ran/min. Zásoba střeliva činí 950 ran. Celkově může F-15 unést cca 7 300 kg výzbroje. F-15 může nést klasické pumy ale nejsou určeny pro boj s pozemními, či námořními cíli.

### Výkony
Výborné letové vlastnosti a obratnost F-15 Eagle jsou dány vysokým poměrem tahu motorů k váze stroje a nízkým plošným zatížením křídel. To mu dává excelentní držení energie v manévrech. Tam kde při manévrování starší letadla ztrácela rychlost, F-15 mohl naopak zrychlovat. Eagle je výborný ve vertikálních manévrech a bojování ve větších rychlostech, tam se mu daří nejlépe. Eagle nemá počítačem omezení přetížení ani úhlu náběhu. Pilot dostává zvukovou výstrahu. Rychlostně a akcelerací jde o velice silný a rychlý stroj. Jako jeden z prvních dokázal ve stoupání překonat rychlost zvuku. Dokáže v prázdné konfiguraci, tedy bez podvěsů odstartovat na necelých 300 m.

## Varianty

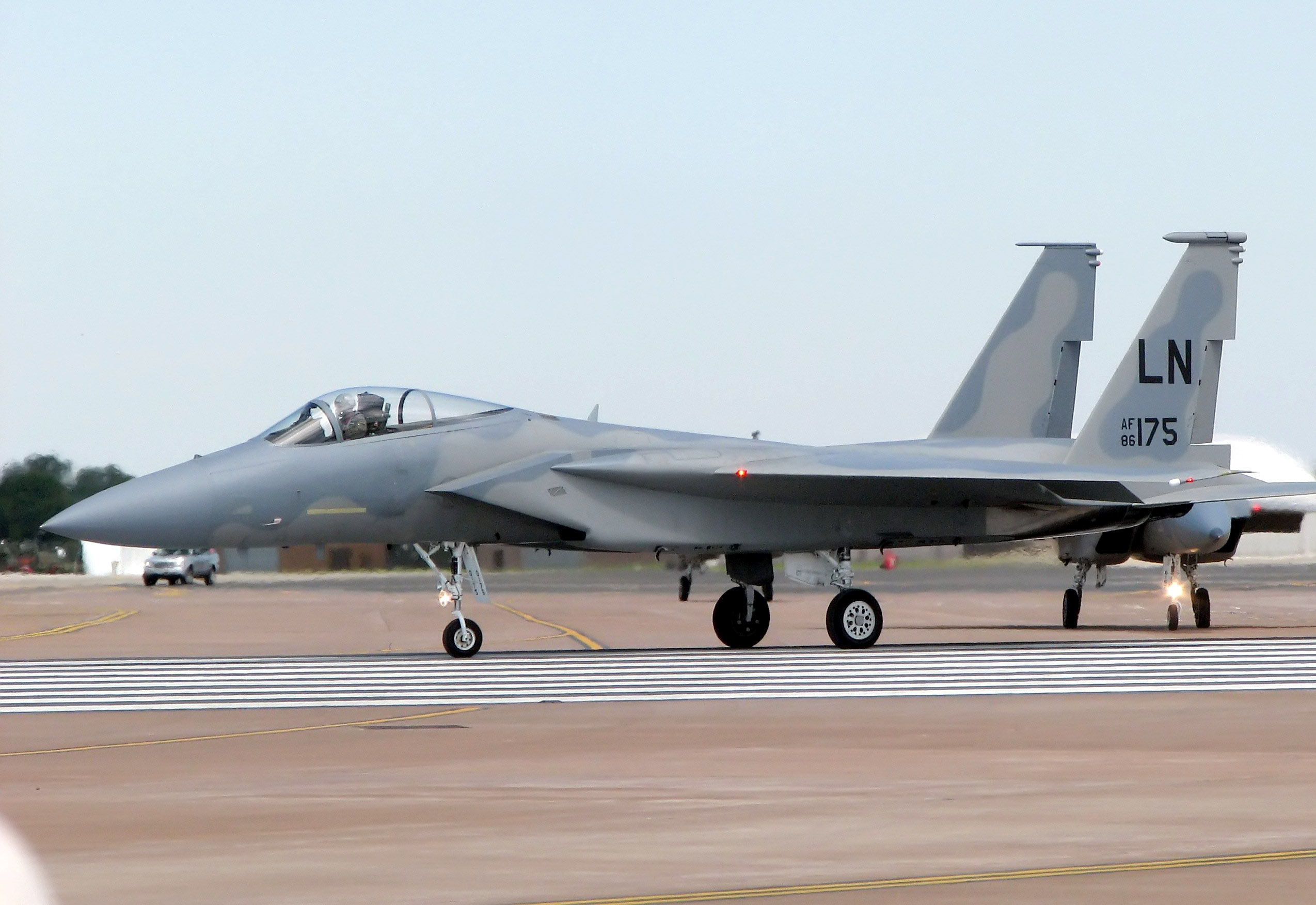
F-15C USAF (86-0175/LN) na letišti v britském Fairfordu v roce 2006

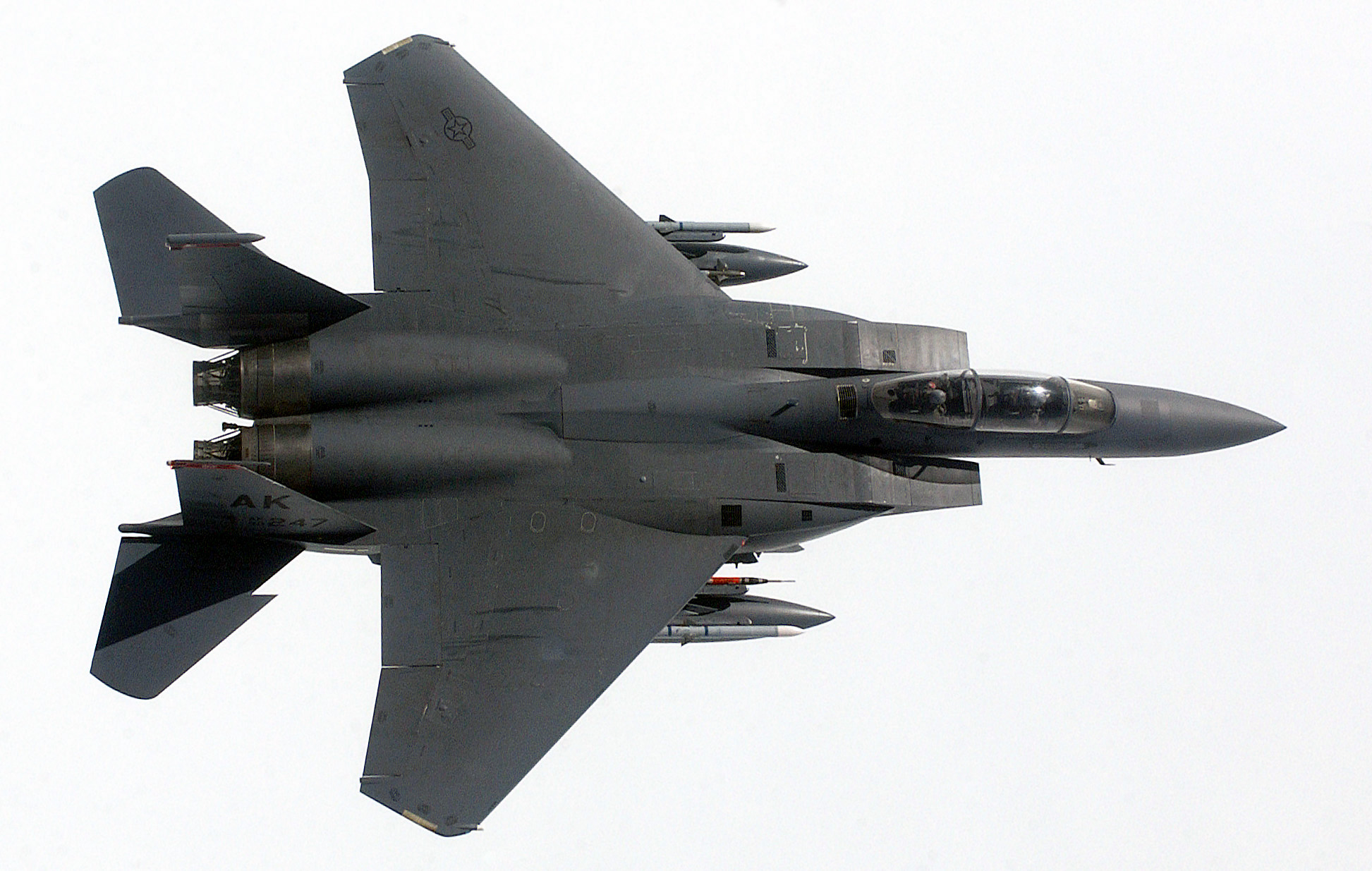
F-15E

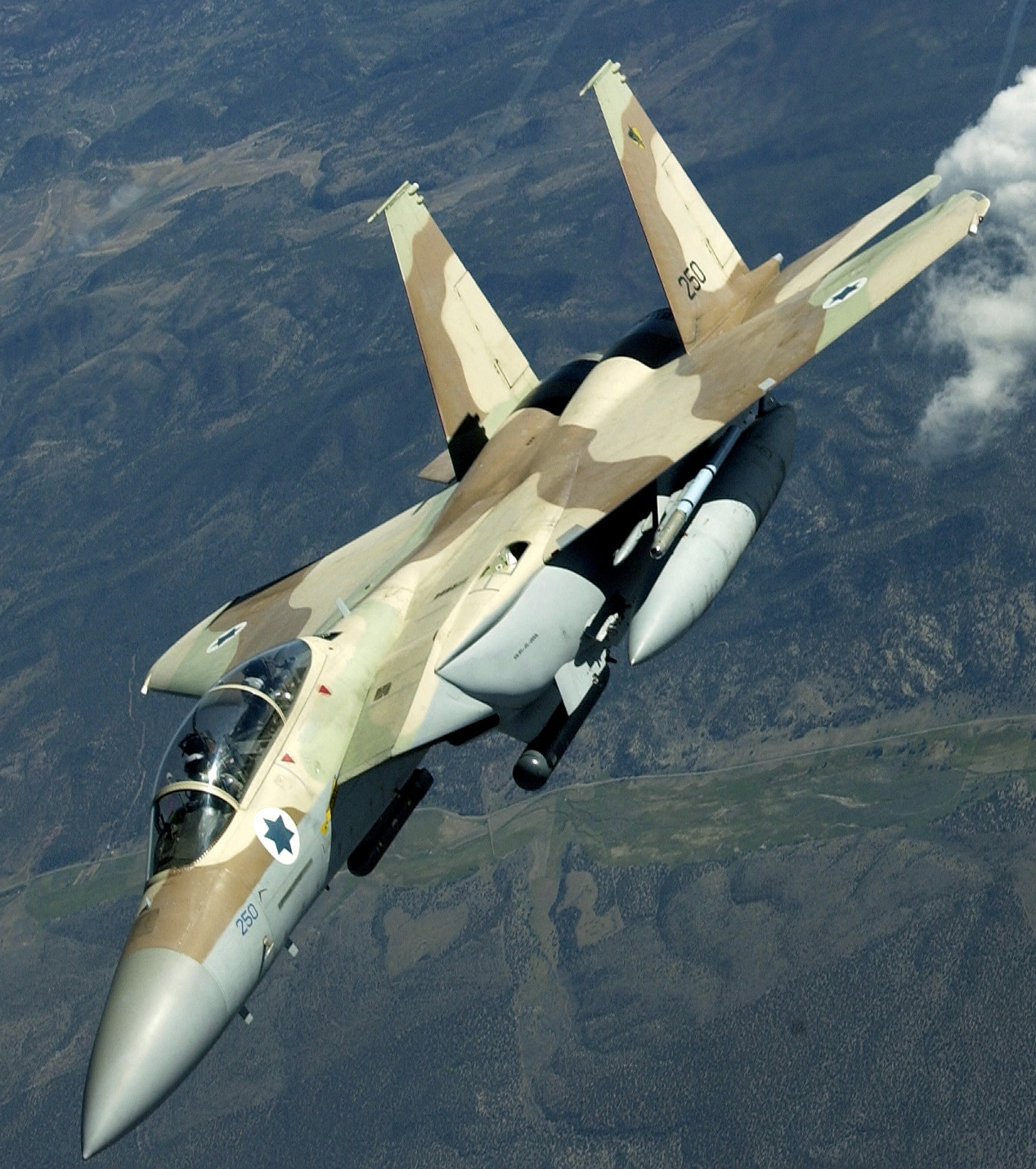
F-15I Ra'am 69. peruti Izraelského letectva během cvičení Red Flag 04-3, v USA.

F-15A
Streak Eagle byla zalétána 27. června 1972, čímž vzniklo jedno z nejúspěšnějších letadel a programů v historii USAF. Po tříměsíčním bezproblémovém testovém a vývojovém období bylo 14. listopadu 1974 dodáno USAF první letadlo. V roce 1976 byl dodán první Eagle bojové letce, a to 1. taktické na Langley AFB, Virginia. Před příchodem verze C bylo postaveno 360 kusů F-15A. Po dvaceti letech služby byly F-15A přemístěny k jednotkám národní gardy – AFRES ve státech Oregon, Missouri, Georgie, Louisiana, Havaj a Massachusetts.
F-15B
Dvoumístná cvičná verze F-15A (předtím nazývaná TF-15A) byla zalétána v červnu 1973. První stroj byl doručen k útvaru v listopadu 1974, a to na 58. cvičnou letku na Luke AFB, Arizona, kde se piloti seznamovali s F-15. Piloti sedí v tandemu. Při návrhu F-15A se počítalo s druhým místem v kokpitu, takže pro konverzi na dvoumístný stroj bylo nutno jen trochu upravit bublinový překryt kabiny a elektroniku posunout dozadu za cenu snížení množství paliva. Zadní sedadlo F-15B není vybaveno ovladači zbraňových systémů, proto často létají s prázdným zadním sedadlem.
F-15C
F-15C je vylepšená verze původního F-15A. Bylo zvýšeno množství neseného paliva (900 kg) a zvýšena maximální vzletová váha, byla vylepšena avionika a možnost použít nádrže FAST pack. Jednosedadlové F-15C přicházely k jednotkám od roku 1979. Vnější rozdíly mezi verzemi A a C jsou téměř nerozeznatelné. F-15C je primární stíhačka pro vzdušnou nadvládu, která se v současnosti výrazně modernizuje (2019). U jednotek USAF je asi 300 F-15C.
F-15D
Dvoumístná cvičně bojová verze odvozená z F-15C. Uchovává si bojové parametry jednomístné varianty s výjimkou kratšího doletu a vyšší hmotnosti způsobené instalací druhého kokpitu pro instruktora.
F-15E Strike Eagle
Přestože původní F-15 byla ryze stíhačka pro vzdušné souboje (viz. rčení "Not a pound for air-to-ground", tj. ani libra váhy pro protizemní výzbroj"), v F-15 byl rozpoznán potenciál pro útoky na pozemní cíle. Proto postavil McDonnell Douglas na vlastní náklady verzi E, ve které bylo za sedadlo pilota přidáno místo zbraňového operátora. To vytvořilo z F-15 bombardér pro hloubkové nálety, který McDonnell Douglas nabídl USAF. F-15E je schopná provádět nálety za jekéhokoliv počasí a doby. Je schopná provádět všechny druhy útoků: nálet, strategický útok, OCA a DCA. Strike Eagly jsou vybavené navigačním a zaměřovacím systémem LANTIRN. Přestože je F-15E koncipován k útokům na pozemní cíle, zůstaly mu manévrovací schopnosti F-15C, takže se dá použít i ke vzdušnému boji. V soutěži pořádané USAF zvítězila F-15E nad F-16XL firmy General Dynamics.
F-15SE Silent Eagle 
Verze vycházející z F-15E, nesoucí rysy bojových letounů páté generace. Letoun využívá technologie stealth - zbraně jsou primárně umístěny ve vnitřních šachtách na bocích trupu, povrch je tvořen materiálem pohlcujícím radarové vlny (RAM – Radar Absorbent Materials), vertikální ocasní plochy uzavírají 15stupňový úhel a také avionika a elektronické systémy jsou kompletně vyměněny. F-15SE bude vyzbrojen radarem Raytheon AESA a novým systémem pro vedení elektronické války od BAE Systems. Letoun byl poprvé představen veřejnosti 17. března 2009 a společnost Boeing ho oficiálně začala nabízet k mezinárodnímu prodeji. Letoun je určen hlavně na export do zemí jako je Izrael, Saúdská Arábie, Japonsko a Jižní Korea - které v dnešní době využívají starší verze F-15.
Technologie stealth dosahuje úrovně jakou dovoluje vláda USA pro export.
F-15I 
Izraelská verze vycházející z bitevní verze F-15E ve kterém byly použity některé palubní systémy domácí provenience.
F-15J Peace Eagle 
Verze F-15 pro Japonsko vycházející z F-15C ve kterém byly použity některé palubní systémy domácí provenience.
F-15S Peace Sun IX 
Verze pro Saúdskou Arábii vycházející z draku F-15E. Saúdská Arábie si vyžádala zjednodušení avioniky a odebrání částí draku tak, aby se ocitl přibližně na úrovni F-15A/C. Celkem bylo odebráno 72 kusů.
F-15F 
Jednomístná projektovaná/zvažovaná verze F-15E s radarem AESA určená k vybojování vzdušné nadvlády a k doplnění F-22A.

## Služba

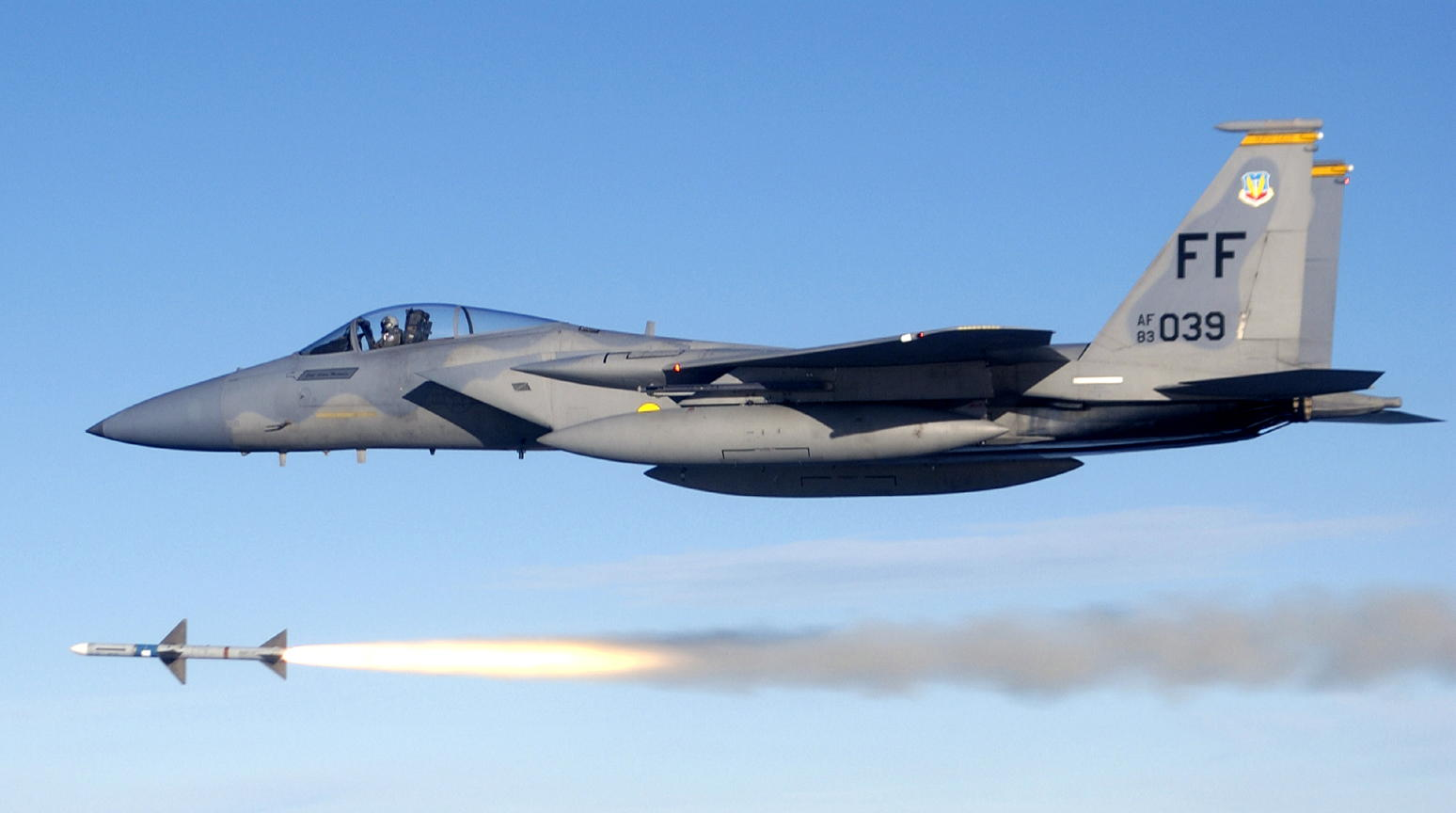
F-15 při odpalu střely AIM-7 Sparrow

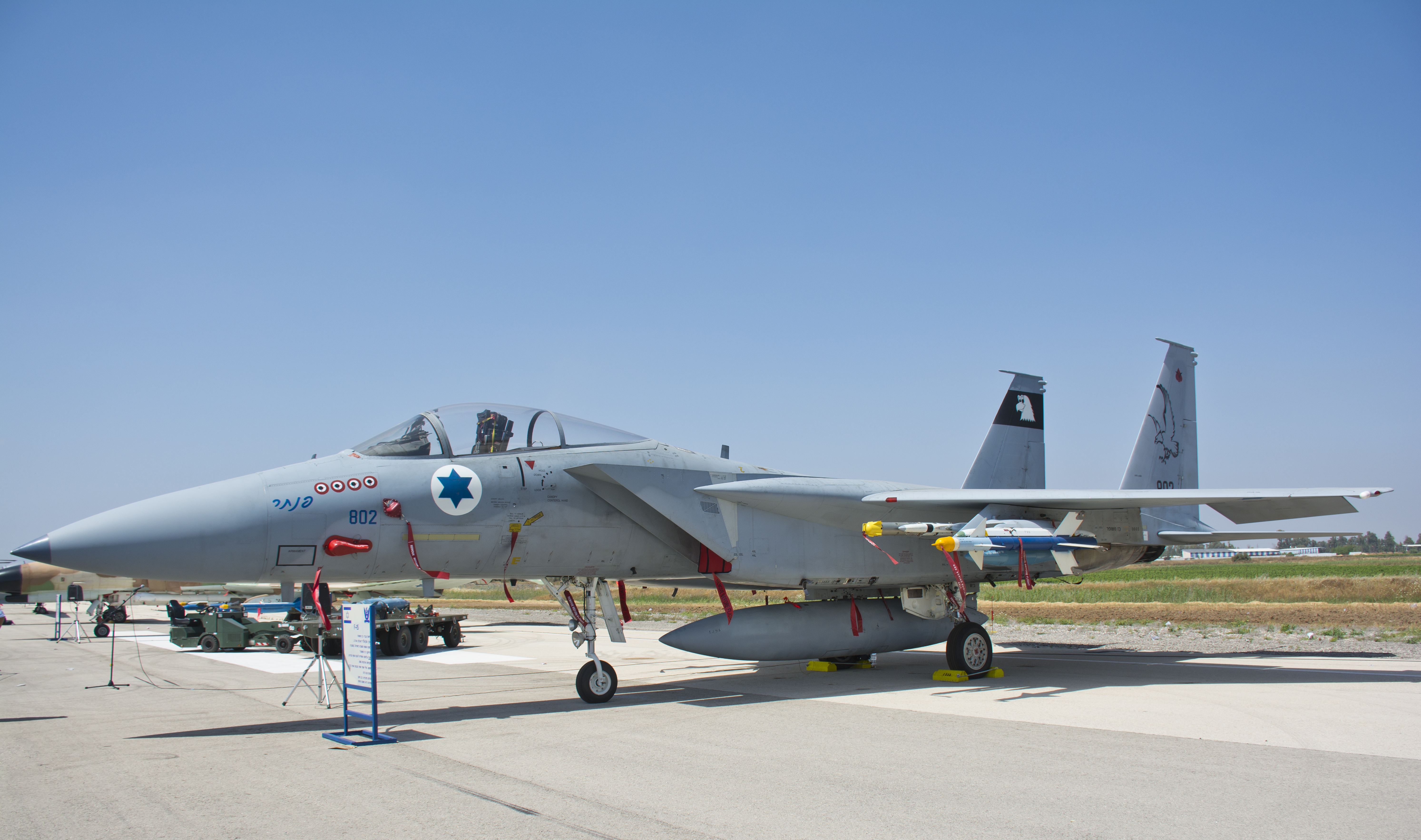
Izraelská F-15C se čtyřmi sestřely syrských letounů

V letech 1979-81 sestřelily izraelské F-15A třináct syrských MiGů-21 a dva MiGy-25. Sýrie tvrdí, že přišla o 13 letadel a sestřelila 5 stíhaček F-15. 7. června 1981 izraelské F-15A/B doprovázely stíhačky F-16, které bombardovaly iráckou jadernou elektrárnu Osirak u Bagdádu v rámci operace Opera.
V roce 1982 během války v Libanonu izraelská letadla F-15 sestřelila 23 MiGů-21, 17 MiGů-23 a 1 vrtulník Aérospatiale Gazelle. Syrské záznamy uvádějí osm sestřelených F-15.
Navzdory některým spekulativním tvrzením, nebylo nikdy prokázáno jediné sestřelení F-15 jiným letadlem a tím nadále zůstává nejúspěšnějším stíhacím letadlem všech dob.
První bombardování letadly F-15 se uskutečnilo 1. října 1985 v Tunisku během operace Dřevěná noha. Na velitelství OOP shodilo šest izraelských F-15D naváděné pumy GBU-15 a dvě F-15C ukončily misi použitím nenaváděných pum Mk-82. Saúdskoarabské F-15C sestřelily 5. června 1984 dvě íránské stíhačky F-4 Phantom II poté, co narušily jejich teritoriální vody.
V roce 1991 během operace Pouštní bouře zaznamenaly americké F-15C 34 sestřelů (5× MiG-29, 2× MiG-25, 8× MiG-23, 2× MiG-21, 2× Su-25, 4× Su-22, 1× Su-7, 6× Mirage F1, 1× Il-76, 1× Pilatus PC-9, 2× vrtulníky Mi-8). Saúdskoarabské F-15 sestřelily dvě irácké Dassault Mirage F1. V roce 1999 během války v Kosovu americké F-15C sestřelily 4 jugoslávské MiGy-29 použitím raket AIM-120 AMRAAM.
Izrael vlastní letouny F-15 ve verzích F-15 A/B, C/D a I. Na těchto verzích dosáhli Izraelci mnoha sestřelů (do dnešního dne asi 56), mimo jiné i tří syrských MiGů-25.
Celkově má F-15C poměr vítězství:ztráty 104:0

## Uživatelé
Izrael
Izraelské vojenské letectvo k roku 2015 disponovalo 42 stroji F-15A/C, 16 stroji F-15B/D a 25 stroji F-15I.
 Japonsko
Japonské vzdušné síly sebeobrany k roku 2015 disponovaly 154 letouny F-15J.
 Saúdská Arábie
Saúdskoarabské královské letectvo k roku 2015 disponovalo 70 letouny F-15C.
 Spojené státy
United States Air Force v roce 2015 disponovalo 159 stroji F-15C.
United States Navy[zdroj⁠?!]

## Specifikace (F-15C Eagle)

### Technické údaje
- Osádka: 1
- Délka: 19,44 m
- Rozpětí: 13 m
- Výška: 5,6 m
- Nosná plocha: 56,5 m²
- Profil křídla: NACA 64A006.6 u kořene, NACA 64A203 na konci křídla
- Hmotnost (prázdný): 12 700 kg
- Hmotnost (naložen): 20 200 kg
- Maximální vzletová hmotnost: 30 845 kg
- Pohonná jednotka: 2 × dvouproudový motor Pratt & Whitney F100-PW-220 nebo 229
- Tah pohonné jednotky: 77,62 kN
- Tah s forsáží: 111,2 kN – 220; 129 kN – 229

### Výkony
- Maximální rychlost:
  - U země: Mach 1,2, 1 450 km/h
  - Ve výšce: Mach 2,5+, 2 665 + km/h
- Přeletový dolet: 5 600 km s přídavnými nádržemi
- Dostup: 20 200 m
- Stoupavost: 255 m/s
- Plošné zatížení: 358 kg/m²
- Tah/Hmotnost: 1,26 s poloviční zásobou vnitřního paliva
- Maximální přetížení konstrukce: -3 + 9G

### Výzbroj
Tento odstavec popisuje možnosti výzbroje čistě stíhací verze F-15A/B/C/D. Informace o možné výzbroji pro pozemní, či námořní cíle jsou uvedeny v článku McDonnell Douglas F-15E Strike Eagle.
- Kanon: M61 Vulcan ráže 20 mm s 940 náboji

11 Závěsných bodů, maximální váha výzbroje činí 7 300 Kg
- řízené střely
  - 4x AIM-7 Sparrow
  - 4x AIM-9 Sidewinder
  - 8x AIM-120 AMRAAM
- další
  - až 3 přídavné palivové nádrže o objemu 2273 litrů
  - MXU-648 Cargo/Travel Pod – kontejner pro osobní věci pilota, případně drobné vybavení pro převoz na jinou základnu, jako nářadí, drobné náhradní díly, apod.